# I'll Keep the Sun, Moon and Stars Right Here
I'll Keep the Sun, Moon and Stars Right Here är den första och enda singeln av Karl Larsson, utgiven 1999. Låten "Life Companion Murphy's Law" finns även med på Last Days of Aprils studioalbum Angel Youth (2000).

## Låtlista
1. "I'll Keep the Sun, Moon and Stars Right Here"
2. "Life Companion Murphy's Law"